# Love All Over Me
Love All Over Me è un brano musicale della cantante statunitense Monica, prodotto da Jermaine Dupri e Bryan-Michael Cox, e scritto da quest'ultimo insieme a Crystal Johnson per essere inserito nel quinto album di Monica, Still Standing. Il brano è stato pubblicato come secondo singolo estratto dall'album, ed ha raggiunto la seconda posizione della Hot R&B/Hip-Hop Songs di Billboard e la prima della Hot Adult R&B Chart.

## Video musicale
Il video, diretto da Chris Robinson, vede la cantante divisa tra un amore passato e la storia sentimentale attuale. Il video si apre con una scena ambientata dentro un'automobile nel 1995, mentre alla radio stanno passando Don't Take It Personal (Just One of Dem Days), primo singolo della carriera della cantante. In questa scena Monica si trova a parlare del proprio futuro con il suo ragazzo di allora, interpretato dal rapper Maino, il quale si fa promettere di non essere messo in primo piano rispetto alla carriera musicale della cantante. Le scene successive sono ambientate in una lussuosa villa, dove Monica sfoggia diversi abiti da sera e un taglio di capelli molto corti. Mentre si accinge a preparare il proprio matrimonio con l'attuale ragazzo, interpretato da Shannon Brown, Monica riceve la visita del suo ex fidanzato, che torna per dichiarare il suo amore mai spentosi.
Il video è stato proiettato in prima assoluta il 15 luglio 2010 su 106 & Park di BET. Dopo la première, i fan hanno potuto votare sul sito ufficiale dell'artista quale dei due uomini dovesse essere scelto da Monica nel video. La versione finale è stata presentata su Vevo il 23 luglio 2010, con la cantante che sale all'altare con il nuovo ragazzo. Il video è arrivato alla seconda posizione della classifica di 106 & Park, dove ha passato 24 giorni.

## Successo commerciale
Il singolo è entrato nella Billboard Hot 100 statunitense al numero 94, per poi arrivare alcune settimane più tardi al numero 58. Nella classifica R&B è arrivato fino alla seconda posizione, diventando il terzo singolo nella carriera di Monica a raggiungere questa posizione dopo For You I Will e Angel of Mine, e l'undicesimo ad entrare nella top10 di questa classifica. Il singolo è arrivato al numero 1 della Billboard Hot Adult R&B Chart come il precedente singolo.

## Classifiche
| Classifica (2010)         | Posizione massima |
| ------------------------- | ----------------- |
| Stati Uniti               | 58                |
| Stati Uniti (R&B/hip-hop) | 2                 |
| Stati Uniti (radio)       | 23                |
| Stati Uniti (ringtones)   | 21                |